# Lorenzo Gennari
Lorenzo Gennari (Quattro Castella, 18 febbraio 1921 – Bibbiano, 19 aprile 1945) è stato un militare italiano, Carabiniere insignito di medaglia d'oro al valor militare.

## Biografia
Nacque il 18 febbraio 1921 a Montecavolo di Quattro Castella in provincia di Reggio Emilia. Chiamato in servizio di leva il 14 gennaio 1941, prestò servizio presso il 12º reggimento Bersaglieri. Fu mobilitato nel maggio dell'anno successivo e assegnato al LXX battaglione motomitraglieri del 1º raggruppamento "celere". Nel luglio 1942 passò a domanda nei Carabinieri Reali in qualità di Carabiniere ausiliario. Prestò così servizio presso la legione di Bari e, dal 9 settembre 1942, in quella di Firenze. Nel febbraio 1943, fu destinato alla 79 Sezione Carabinieri Reali mobilitata. Rientrato al centro di mobilitazione nell'aprile successivo, fu aggregato alla legione Roma dove fu sorpreso all'atto dell'armistizio. Riuscito a sottrarsi alla cattura dei tedeschi raggiunse i monti del Reggiano dove si aggregò alla 37 brigata GAP (Gruppi di Azione Patriottica) divenendone il comandante di fatto con la qualifica di tenente.

## La lotta partigiana
Nel corso della sua attività partigiana Fiorello (questo il suo nome di battaglia) aveva partecipato, con la 37ª Brigata Gap V. Saltini, a varie azioni di sabotaggio contro impianti telefonici e telegrafici, prendendo parte ad attacchi contro colonne in transito e presidi isolati nemici. Il 19 aprile 1945, alla testa di una pattuglia di quattro partigiani, si portò nei pressi di Bibbiano, a pochi chilometri da Reggio Emilia, per supportare delle manifestazioni contro gli occupanti nazisti che molte donne stavano già attuando nei Comuni della zona. Purtroppo, il fienile adiacente ad una casa colonica, dove il carabiniere Gennari con i suoi compagni d'armi si era sistemato, fu raggiunto da una colonna composta da una brigata nera e da un reparto di nazisti, probabilmente a causa di una delazione. Il Carabiniere Gennari aprì il fuoco con una mitragliatrice che avevano a disposizione. Nel frattempo, si scatenò il combattimento con il sopraggiungere di altre unità naziste che si trovavano nelle vicinanze, ma egli, con altri due partigiani, portò la mitragliatrice in mezzo alla strada obbligando il nemico a disperdersi. 
Il carabiniere Gennari ordinò ai compagni di porsi in salvo, ed, urlando "Adesso vi metto a posto tutti io!" iniziò a sventagliare il nemico, che arretrò. Purtroppo però le munizioni iniziavano a scarseggiare e decise di ordinare ai suoi compagni rimasti di ritirarsi, rimanendo in loco per coprire la ritirata. Durante questo eroico gesto, un proiettile lo raggiunse in pieno petto. Negli ultimi attimi di vita ebbe la forza di urlare, nel suo dialetto emiliano, ai compagni accorsi per prestargli aiuto: «Purté via la mitraglia e lascem que me!» (portate via la mitraglia e lasciatemi qui).
Lorenzo Gennari è l'ultimo Carabiniere decorato di MOVM della Resistenza. 

## Riconoscimenti
- L'Arma dei Carabinieri ha voluto dedicargli la sede della Compagnia Carabinieri di Guastalla, la cui caserma porta ora il suo nome[4].
- Il 180º corso Allievi Carabinieri Ausiliari (1993) venne intitolato alla memoria del Gennari.
- Il 15 aprile 2015, la Sezione[5] dell'Associazione Nazionale Carabinieri di Quattro Castella[6] è stata intitolata alla memoria di Lorenzo Gennari.
- Il 9 aprile 1995, il comune di Reggio Emilia ha inaugurato un cippo commemorativo dove caddero Lorenzo Gennari, Walter Giovanardi e Ettore Tarasconi[7].
- Il 7 agosto 2020 presso l'area della biblioteca comunale "Pablo Neruda" di Vezzano sul Crostolo è stato presentato il volume "Fiorello (Al secolo Lorenzo Gennari di San Rigo) Carabiniere, Medaglia d'Oro" di Giuseppe Spadoni, pubblicato dalle Edizioni San Lorenzo[8].